# Rockferry
Rockferry es el álbum debut de estudio de la cantante galesa Duffy, puesto a la venta el 3 de marzo de 2008 por Mercury Records en los Estados Unidos y Polydor Records en el Reino Unido. Antes de publicar el álbum, Duffy apareció dos veces en Jools Holland para cantar las pistas «Mercy», «Warwick Avenue» y su versión de «The First Cut Is the Deepest» (‘El primer corte es el más profundo’). 
El título del álbum se inspira, de acuerdo con Duffy, en Rock Ferry, un suburbio de Birkenhead, en la península de Wirral, y aproximadamente a diez millas de la frontera galesa y tres millas de Liverpool. El álbum vendió a nivel mundial más de 4.500.000 de copias.

## Lanzamiento y críticas
Además de un examen en gran medida poco entusiasta por NME, el álbum ha recibido comentarios positivos de los críticos. The Observer, por ejemplo, dio un 5 de 5 al álbum, que describe como "un fantástico álbum de ardiente soul blues" comparándolo con Amy Winehouse y The Supremes. 
En su primer día de venta en el Reino Unido, el álbum vendió 60.000 copias, sobrepasando al resto de los 10 tops y convirtiéndose en uno de los debut de venta más rápida. Vendió 180.000 copias solo en el Reino Unido en su primera semana y pasó cuatro semanas en el primer lugar. A pesar de la caída al número 2 en las cartas después de puesta a la venta de "Accelerate" del grupo REM, se elevó a la cima una semana más tarde. Esto hace un acumulado de 5 semanas en el número 1. Se estima que ha vendido alrededor de 3.400.000 de copias en todo el mundo hasta la fecha. En el Reino Unido ha estado 26 semanas (25 consecutivas) en los titulares de la página 4 - cinco en el n º 1, ocho en el n º 2, siete en el n º 3, y seis en el n º 4. El 31 de agosto de 2008 cayó cuatro lugares del N º 3 a N º 7, pero volvió a ascender al N º 4 la semana siguiente. 
En España, el álbum debutó en el n.º 2, una muy alta posición para una cantante que debuta. Ha vendido 40.000 ejemplares hasta la fecha. 
En Francia, Rockferry entró en el n.º 4 con la venta de 21.862 copias. La siguiente semana, alcanzó el n.º 2 con la venta de 22.259 ejemplares. Rockferry permaneció el n.º 2 de las listas al vender 18.187 copias en la tercera semana. Hasta la fecha, el álbum ha vendido 150.000 copias en Francia. 
En Nueva Zelandia, el álbum debutó en el n.º 2 en la semana que empieza el 14 de abril de 2008, y la semana siguiente llegó Amy Winehouse con el multiplatino álbum "Back to Black" para reclamar el primer lugar. Rockferry fue disco de oro después de tres semanas en la tabla, al vender más de 7500 copias. El álbum fue disco de platino después de ocho semanas al vender 15.000 copias +. 
En Estados Unidos, el álbum vendió 16.000 copias en su primer día, y vendió 72.000 en su primera semana, debutando en el n.º 4 en el Billboard 200. Universal Music Group dijo que Rockferry es el mejor debut en América de su filial del Reino Unido. acto que ha sido certificado con el disco de oro por la RIAA por la venta de medio millón de copias y ha vendido 518.737 ejemplares hasta octubre de 2008. 
El álbum se ha ganado una nominación para los Premios MOJO 2008 en la categoría de "Álbum del Año". Además "Mercy" ( Misericordia) ha sido nominado para "Canción del Año".

## Lista de canciones

### Edición sencilla
| Disc 1 |                       |                                |          |  |
| N.º    | Título                | Escritores                     | Duración |  |
| 1.     | «Rockferry»           | Duffy, Bernard Butler          | 4:14     |  |
| 2.     | «Warwick Avenue»      | Duffy, Jimmy Hogarth, Eg White | 3:46     |  |
| 3.     | «Serious»             | Duffy, B. Butler               | 4:10     |  |
| 4.     | «Stepping Stone»      | Duffy, Steve Booker            | 3:28     |  |
| 5.     | «Syrup & Honey»       | Duffy, B. Butler               | 3:18     |  |
| 6.     | «Hanging on Too Long» | Duffy, J. Hogarth, E. White    | 3:56     |  |
| 7.     | «Mercy»               | Duffy, S. Booker               | 3:41     |  |
| 8.     | «Delayed Devotion»    | Duffy, J. Hogarth, E. White    | 2:57     |  |
| 9.     | «I'm Scared»          | Duffy, J. Hogarth              | 3:08     |  |
| 10.    | «Distant Dreamer»     | Duffy, B. Butler               | 5:05     |  |

### Deluxe Edition
| CD 1 |                       |                                |          |  |
| N.º  | Título                | Escritores                     | Duración |  |
| 1.   | «Rockferry»           | Duffy, Bernard Butler          | 4:14     |  |
| 2.   | «Warwick Avenue»      | Duffy, Jimmy Hogarth, Eg White | 3:46     |  |
| 3.   | «Serious»             | Duffy, B. Butler               | 4:10     |  |
| 4.   | «Stepping Stone»      | Duffy, Steve Booker            | 3:28     |  |
| 5.   | «Syrup & Honey»       | Duffy, B. Butler               | 3:18     |  |
| 6.   | «Hanging on Too Long» | Duffy, J. Hogarth, E. White    | 3:56     |  |
| 7.   | «Mercy»               | Duffy, S. Booker               | 3:41     |  |
| 8.   | «Delayed Devotion»    | Duffy, J. Hogarth, E. White    | 2:57     |  |
| 9.   | «I'm Scared»          | Duffy, J. Hogarth              | 3:08     |  |
| 10.  | «Distant Dreamer»     | Duffy, B. Butler               | 5:05     |  |

| CD 2 |                         |                                 |          |  |
| N.º  | Título                  | Escritores                      | Duración |  |
| 11.  | «Rain on Your Parade»   | Duffy, S. Booker                | 3:29     |  |
| 12.  | «Fool for You»          | Duffy, B. Butler                | 3:47     |  |
| 13.  | «Stop»                  | Duffy, B. Butler                | 4:10     |  |
| 14.  | «Oh Boy»                | Richard J. Parfitt              | 2:31     |  |
| 15.  | «Please Stay»           | Burt Bacharach, Bob Hilliard    | 3:27     |  |
| 16.  | «Breaking My Own Heart» | Duffy, S. Booker                | 3:58     |  |
| 17.  | «Enough Love»           | Richard J. Parfitt, Owen Powell | 3:19     |  |

### B-sides
1. "Oh Boy"  (B-Side de Rockferry)
2. "Tomorrow"  (B-Side de Mercy)
3. "Save It for Your Prayers"  (B-Side de Mercy)
4. "Put It In Perspective"  (B-Side de Warwick Avenue)
5. "Loving You"  (B-Side de Warwick Avenue)
6. "Frame Me"  (B-Side de Stepping Stone)
7. "Big Flame"  (B-Side de Stepping Stone)
8. "Syrup Honey"  (B-Side de Rain on Your Parade)
9. "Smoke Without Fire"  (B-Side de Rain on Your Parade)

Otras canciones cantadas en vivo son: The first cut is the deepest, Bring it on home to me, Tainted Love, Stay With Me Baby, Borderline, These arms of mine, Cry to me, Ready for the floor. Y en su primer EP apracen tres canciones en galés: Hedfan Angel, Dill Merriwather, Cariad Dwi n Unig.

## Charts
| Charts (2008)            | Posición | Ventas    | Cert.       |
| ------------------------ | -------- | --------- | ----------- |
| Australian Albums Chart  | 12       | 35,000    | Oro         |
| Austrian Albums Chart    | 2        |           |             |
| Belgian Albums Chart     | 4        | 15,000    | Oro         |
| Brazilian Albums Chart   | 12       | 25,000    |             |
| Canadian Albums Chart    | 3        | 40,000    | Oro         |
| Czech Albums Chart       | 4        |           |             |
| Finnish Albums Chart     | 2        | 10,000    | Oro         |
| French Albums Chart      | 2        | 232,710   | Platino     |
| Denmark Albums Chart     | 3        | 15,000    | Oro         |
| Dutch Albums Chart       | 2        |           |             |
| European Top 100 Albums  | 1        | 2,000,000 | 2 x Platino |
| German Albums Chart      | 3        | 200,000+  | Platino     |
| Greek Albums Chart       | 1        | 16,000+   | Oro         |
| Irish Albums Chart       | 1        |           |             |
| Italian Album Chart      | 6        | 42 675    | Oro         |
| New Zealand Albums Chart | 1        | 30 000+   | 2x Platino  |
| Norwegian Albums Chart   | 2        |           |             |
| Portuguese Albums Chart  | 1        | 10 000+   | Oro         |
| Polish Albums Chart      | 5        | 20,000+   | Platino     |
| Spanish Albums Chart     | 2        | 40,000    | Oro         |
| Swedish Albums Chart     | 1        | 80,000    | 2x Platino  |
| Swiss Albums Chart       | 1        | 60,000    | 2x Platino  |
| UK Albums Chart          | 1        | 1,240,817 | 4x Platino  |
| US Billboard 200         | 4        | 518,737   | Oro         |

## Cronología de sencillos
Reino Unido e Irlanda
1. "Rockferry"
2. "Mercy"
3. "Warwick Avenue"
4. "Stepping Stone"
5. "Rain On Your Parade"

Norteamérica, Sudamérica, Australia y el resto de Europa
1. "Mercy"
2. "Warwick Avenue"
3. "Stepping Stone"
4. "Rain On Your Parade"

Brasil
1. "Mercy"
2. "Rockferry"
3. "Warwick Avenue"

Japón
1. "Mercy"